# Wapen van Beers (Noord-Brabant)

Wapen van Beers (1965)

Wapen van Beers (1817)

Het wapen van Beers werd op 16 juli 1817 bij besluit van de Hoge Raad van Adel aan de toenmalige Noord-Brabantse gemeente Beers bevestigd. Op 24 juni 1965 werd bij Koninklijk Besluit een nieuw wapen aan de gemeente verleend, waarin ook elementen verwerkt waren van de gemeenten Gassel en Linden, die in 1942 bij Beers waren gevoegd. Op 1 januari 1997 ging Beers (met uitzondering van Gassel) op in de  gemeente Cuijk, waardoor het wapen kwam te vervallen. In het wapen van Cuijk werden geen elementen uit dat van Beers overgenomen.

## Blazoenering
De blazoenering bij het wapen uit 1817 luidt als volgt:
Van azuur beladen met het beeld eener bisschop van goud en een schildje van azuur beladen met een kruis van goud.
In het register stond oorspronkelijk alleen maar een tekening. De beschrijving is later toegevoegd. De heraldische kleuren in het wapen zijn lazuur (blauw) en goud (geel). Dit zijn de rijkskleuren.
Op 24 juni 1965 werd het volgende wapen verleend:
Gevierendeeld; I en IV in azuur, omzoomd van goud, een kruis van goud; II in azuur een gestrikt lint van goud; III in azuur de letter T van goud. Achter het schild staande de figuur van de Heilige Lambertus, gekleed met albe en kazuivel, gedekt met een bisschopsmijter, houdende in de rechterhand een kerk en in de linkerhand een kromstaf, de krul naar buiten gewend, alles van goud.
De heraldische kleuren van het wapen zijn opnieuw goud (geel) en azuur (blauw), de rijkskleuren.

## Geschiedenis
Het eerste gemeentewapen gaat terug op een schependomszegel. Dit gemeentewapen uit 1817 is een blauw schild met een afbeelding in goud van de patroonheilige Sint-Lambertus. Aan zijn voeten staat een eveneens blauw schild met een gouden kruis. Het tweede gemeentewapen toont wederom de patroonheilige, maar nu als schildhouder achter het schild. Het wapen met het kruis is in I en IV geplaatst, in II is het wapen van Linden geplaatst en in III een tau-kruis als verwijzing naar een ouder wapen van Gassel uit de zestiende eeuw.

## Verwant wapen

Het wapen van Linden

Aalburg
· Aalst
· Aarle-Rixtel
· Alem 
· Alem, Maren en Kessel
· Almkerk
· Alphen en Riel
· Andel
· Baardwijk
· Bakel en Milheeze
· Beek en Donk
· Beers
· Berghem
· Berkel-Enschot
· Berlicum
· Besoyen
· Beugen en Rijkevoort
· Bladel en Netersel
· Bokhoven
· Borkel en Schaft
· Boxmeer
· Budel
· Capelle
· Chaam
· Cromvoirt
· Cuijk
· Cuijk en Sint Agatha
· De Werken en Sleeuwijk
· Den Dungen
· Deurne en Liessel
· Dieden, Demen en Langel
· Diessen
· Dinteloord (en Prinsenland)
· Dinther
· Dommelen
· Drongelen, Haagoort, Gansoijen en Doeveren
· Drunen
· Duizel en Steensel
· Dussen
· Eersel
· Eethen
· Emmikhoven en Waardhuizen
· Empel en Meerwijk
· Engelen
· Erp
· Esch
· Escharen
· Fijnaart en Heijningen
· Gassel
· Geffen
· Geldrop
· Gemert
· Genderen
· Gestel en Blaarthem
· Giessen
· Ginneken en Bavel
· Grave
· 's Gravenmoer
· Haaren 
· Halsteren
· Haps
· Haren en Macharen
· Hedikhuizen
· Heesch
· Heeswijk
· Heeswijk-Dinther
· Heeze
· Helvoirt
· Herpt
· Hoeven
· Hooge en Lage Mierde
· Hooge en Lage Zwaluwe
· Hoogeloon, Hapert en Casteren
· Huijbergen
· Kessel
· Klundert
· Landerd
· Leende
· Liempde
· Lierop
· Lieshout
· Linden
· Lith
· Luyksgestel
· Maarheeze
· Maasdonk
· Maashees en Overloon
· Made en Drimmelen
· Maren
· Meeuwen
· Megen, Haren en Macharen
· Mierlo
· Mill en Sint Hubert
· Moergestel
· Nederwetten en Eckart
· Nieuw-Ginneken
· Nieuw-Vossemeer
· Nieuwkuijk
· Nistelrode
· Nuenen en Gerwen
· Nuland
· Oeffelt
· Oerle
· Oijen en Teeffelen
· Oost-, West- en Middelbeers
· Oploo, Sint Anthonis en Ledeacker
· Ossendrecht
· Oud en Nieuw Gastel
· Oudenbosch
· Oudheusden
· Princenhage
· Prinsenbeek
· Putte
· Raamsdonk
· Ravenstein
· Reek
· Reusel
· Riethoven
· Rijsbergen
· Rijswijk
· Roosendaal en Nispen
· Rosmalen
· Sambeek
· Schaijk
· Schijndel
· Sint Anthonis
· Sint-Michielsgestel
· Sint-Oedenrode
· Soerendonk, Sterksel en Gastel
· Sprang
· Sprang-Capelle
· Standdaarbuiten
· Stiphout
· Stratum
· Strijp
· Terheijden
· Teteringen
· Tongelre
· Uden
· Udenhout
· Veen
· Veghel
· Veldhoven en Meerveldhoven
· Velp
· Vessem, Wintelre en Knegsel
· Vierlingsbeek
· Vlierden
· Vlijmen
· Vrijhoeve-Capelle
· Wanroij
· Waspik
· Werkendam
· Westerhoven
· Wijk en Aalburg
· Willemstad
· Woensel (en Eckart)
· Woudrichem
· Wouw
· Zeeland
· Zesgehuchten
· Zevenbergen